# Нортгемптоншир
Нортге́мптоншир (англ. Northamptonshire, МФА /nɔrˈθæmptənʃər/ або /nɔrθˈhæmptənʃɪər/) — графство в Англії.
Нортгемптоншир називають краєм сквайрів та шпилів (squires and spires) завдяки великій кількості історичних пам'яток і маєтків.
Квітка графства — первоцвіт весняний.

## Відомі особистості
В графстві народився:
- Альфред Іст (1844—1913) — англійський живописець і гравер (м. Кеттерінг).